# Anderson dos Santos (peleador)
Anderson Berlingueri dos Santos (São Paulo, Brasil, 24 de julio de 1985) es un artista marcial mixto brasileño que compite en la división de peso gallo de Ultimate Fighting Championship.

## Carrera en artes marciales mixtas

### Carrera temprana
Comenzando su carrera en 2011, Anderson compiló un récord de 20-6 luchando principalmente en una gran variedad de espectáculos regionales brasileños, ganando múltiples títulos. Su victoria más notable en este tiempo fue ganar el Campeonato de Peso Gallo de Titan FC al someter a su compañero futuro luchador de UFC Ricky Simón a través de estrangulamiento por detrás en la segunda ronda.

### Ultimate Fighting Championship
dos Santos debutó en la UFC como sustituto de Enrique Barzola contra Nad Narimani el 17 de noviembre de 2018, en UFC Fight Night: Magny vs. Ponzinibbio. Perdió el combate por decisión unánime.
dos Santos se enfrentó a Andre Ewell el 22 de junio de 2019 en UFC Fight Night: Moicano vs. Korean Zombie. Perdió el combate por decisión unánime.
dos Santos estaba programado para enfrentarse a Jack Shore en UFC on ESPN: Kattar vs. Ige el 16 de julio de 2020. Sin embargo, dos Santos dio positivo por COVID-19 antes de salir de Brasil y fue sustituido por Aaron Phillips.
dos Santos se enfrentó a Martin Day el 28 de noviembre de 2020 en UFC on ESPN: Smith vs. Clark. Ganó el combate mediante un estrangulamiento por guillotina en el primer asalto.
dos Santos estaba programado para enfrentarse a Miles Johns el 17 de julio de 2021 en UFC on ESPN: Makhachev vs. Moisés. Sin embargo, el combate fue eliminado horas antes del espectáculo debido a problemas de protocolo de COVID-19 derivados del campamento de Dos Santos. El combate fue reprogramado y finalmente tuvo lugar en UFC 265 el 7 de agosto de 2021. dos Santos perdió el combate por nocaut en el tercer asalto.

## Vida personal
dos Santos y su esposa tienen una hija.

## Campeonatos y logros
- Titan Fighting Championships
  - Campeonato de Peso Gallo del Titan FC (una vez)[4]
- Circuito Talent de MMA
  - Campeonato de Peso Gallo de CT (una vez)
- Coliseu Extreme Fight
  - Campeonato Interino de Peso Gallo de la CEF (una vez)
- Demolidor Fight MMA
  - Campeonato de Peso Pluma de la DFMMA (una vez)
- California Cage Wars
  - Campeonato de Peso Gallo de la CCW (una vez)

## Récord en artes marciales mixtas
| Resultado | Récord | Oponente                        | Método                                         | Evento                                     | Fecha                    | Ronda | Tiempo | Localización                 | Notas                                                 |
| --------- | ------ | ------------------------------- | ---------------------------------------------- | ------------------------------------------ | ------------------------ | ----- | ------ | ---------------------------- | ----------------------------------------------------- |
| Derrota   | 21-9   | Miles Johns                     | KO (puñetazo)                                  | UFC 265                                    | 7 de agosto de 2021      | 3     | 1:16   | Houston, Texas               |                                                       |
| Victoria  | 21-8   | Martin Day                      | Sumisión (estrangulamiento por guillotina)     | UFC on ESPN: Smith vs. Clark               | 28 de noviembre de 2020  | 1     | 4:35   | Las Vegas, Nevada            |                                                       |
| Derrota   | 20-8   | Andre Ewell                     | Decisión (unánime)                             | UFC Fight Night: Moicano vs. Korean Zombie | 22 de junio de 2019      | 3     | 5:00   | Greenville, Carolina del Sur |                                                       |
| Derrota   | 20-7   | Nad Narimani                    | Decisión (unánime)                             | UFC Fight Night: Magny vs. Ponzinibbio     | 17 de noviembre de 2018  | 3     | 5:00   | Buenos Aires                 | Combate de peso pluma.                                |
| Victoria  | 20-6   | Aleandro Caetano                | Decisión (unánime)                             | Thunder Fight 16: Rise of Immortals        | 3 de noviembre de 2018   | 3     | 5:00   | São Paulo                    |                                                       |
| Victoria  | 19-6   | Wanderley da Silva Ferreira Jr. | TKO                                            | Standout Fighting Tournament 3             | 21 de julio de 2018      | 1     | 4:10   | São Paulo                    |                                                       |
| Victoria  | 18-6   | Fard Muhammad                   | Decisión (unánime)                             | California Cage Wars 5                     | 22 de abril de 2018      | 5     | 5:00   | Valley Center, California    | Ganó el vacante Campeonato de Peso Gallo de la CCW.   |
| Derrota   | 17-6   | Victor Henry                    | TKO (parada médica)                            | KOTC: Energetic Pursuit                    | 24 de febrero de 2018    | 2     | 5:00   | Ontario, California          | Regreso al peso gallo.                                |
| Victoria  | 17-5   | Claudio Aparecido Bertarello    | Sumisión (estrangulamiento por guillotina)     | Demolidor Fight MMA 10                     | 12 de agosto de 2017     | 1     | 2:17   | Bauru                        | Ganó el Campeonato de Peso Pluma de la DFMMA.         |
| Derrota   | 16-5   | Said Nurmagomedov               | Sumisión (estrangulamiento por guillotina)     | WFCA 35                                    | 1 de abril de 2017       | 1     | 1:52   | Nur-sultán                   |                                                       |
| Victoria  | 16-4   | Josema Jose da Paz              | Sumisión (estrangulamiento por detrás)         | Katana Fight 1                             | 26 de noviembre de 2016  | 2     | 3:58   | Curitiba                     | Combate de peso acordado (161 libras).                |
| Victoria  | 15-4   | Thiago dos Santos               | Sumisión (estrangulamiento por detrás)         | Gold Fight 8                               | 29 de octubre de 2016    | 1     | 2:11   | São Paulo                    |                                                       |
| Derrota   | 14-4   | Andrew Whitney                  | TKO (puñetazos)                                | Titan FC 40                                | 5 de agosto de 2016      | 2     | 3:28   | Coral Gables, Florida        |                                                       |
| Victoria  | 14-3   | Ricky Simón                     | Sumisión técnica (estrangulamiento por detrás) | Titan FC 37                                | 4 de marzo de 2016       | 2     | 2:38   | Ridgefield, Washington       | Ganó el vacante Campeonato de Peso Gallo de Titan FC. |
| Derrota   | 13-3   | Josenaldo Silva                 | TKO (puñetazos)                                | Jungle Fight 84                            | 5 de diciembre de 2015   | 3     | 1:40   | São Paulo                    |                                                       |
| Victoria  | 13-2   | Mario Danilo                    | Sumisión (estrangulamiento por detrás)         | Bison Kombat 1                             | 18 de julio de 2015      | 1     | 2:48   | Taboão da Serra              |                                                       |
| Derrota   | 12-2   | Eduardo de Souza Silva          | Sumisión (estrangulamiento por guillotina)     | Coliseu Extreme Fight 12                   | 9 de mayo de 2015        | 1     | 0:55   | Arapiraca                    | Por el Campeonato Interino de Peso Gallo de la CEF.   |
| Victoria  | 12-1   | Arivaldo Lima da Silva          | Sumisión (estrangulamiento por guillotina)     | Talent MMA Circuit 10                      | 9 de agosto de 2014      | 1     | 4:40   | Osasco                       |                                                       |
| Victoria  | 11-1   | Michel de Oliveira              | Sumisión (estrangulamiento por detrás)         | Circuito de Lutas: Fight Night             | 11 de junio de 2014      | 1     | 2:40   | São Paulo                    |                                                       |
| Victoria  | 10-1   | Marcos Vinicius Borges          | KO (puñetazo)                                  | Circuito Talent de MMA 6                   | 22 de febrero de 2014    | 1     | 3:43   | Curitiba                     | Ganó el vacante Campeonato de Peso Gallo de CT.       |
| Victoria  | 9-1    | Jose Alexandre                  | KO (puñetazo)                                  | Talent MMA Circuit 3                       | 28 de septiembre de 2013 | 2     | 1:40   | Guarulhos                    | Combate de peso acordado (139 libras).                |
| Victoria  | 8-1    | Ricardo Sattelmayer             | Sumisión (barra de brazo)                      | X-Fight MMA 6                              | 27 de julio de 2013      | 1     | 1:03   | Matão                        |                                                       |
| Victoria  | 7-1    | Leandro Souza Santos            | Sumisión (estrangulamiento por detrás)         | Bison FC 1                                 | 4 de julio de 2013       | 1     | 2:59   | São Paulo                    |                                                       |
| Victoria  | 6-1    | Fernando da Silva Lima          | Sumisión (estrangulamiento por detrás)         | Talent MMA Circuit 1                       | 5 de abril de 2013       | 2     | 1:57   | Valinhos                     |                                                       |
| Victoria  | 5-1    | Adilson Dias                    | Decisión (dividida)                            | Supreme Fight Championship                 | 1 de diciembre de 2012   | 3     | 5:00   | Campinas                     |                                                       |
| Victoria  | 4-1    | Edson Missio                    | TKO (puñetazos)                                | Elite Fighting Championship 4              | 20 de octubre de 2012    | 1     | 3:10   | Valinhos                     |                                                       |
| Derrota   | 3-1    | Everaldo Souza                  | Decisión (unánime)                             | TC: The Coliseum 1                         | 13 de abril de 2012      | 3     | 5:00   | São Paulo                    |                                                       |
| Victoria  | 3-0    | Cemir Silva                     | TKO (dividida)                                 | Romani Fight Brasil 1                      | 24 de marzo de 2012      | 3     | 5:00   | São Paulo                    |                                                       |
| Victoria  | 2-0    | Jorge Andrade                   | Sumisión (estrangulamiento por detrás)         | Morganti Contact Championship 2            | 3 de marzo de 2012       | 2     | 3:26   | São Paulo                    |                                                       |
| Victoria  | 1-0    | Ronielmo Lopes                  | KO (puñetazo)                                  | Fight Stars                                | 14 de septiembre de 2011 | 1     | 3:06   | São Paulo                    |                                                       |